# Marco Abreu
Marco Paulo de Coimbra Abreu (Lubango, 8 dicembre 1974) è un ex calciatore angolano, di ruolo difensore.
Terzino di fascia sinistra, ha giocato sempre in Portogallo.

## Carriera

### Club
A partire dal 1994, quando aveva vent'anni, ha giocato in diverse squadre delle serie minori portoghesi. Dopo l'esordio con l'Academico Viseu, nella quale ha giocato quattro stagioni (fino al 1998), si è trasferito all'União di Funchal, poi è andato cinque mesi alla Trofense, per ritornare all'União a gennaio. Nel 2000 passa al Varzim, con il quale gioca per poco tempo. L'anno dopo va allo Sporting di Covilhã, disputandovi due stagioni. Nel 2003 si trasferisce all'Ovarense per una stagione e mezza, quindi, nel gennaio 2005 all'Olhanense e, per finire, alla Portimonense (stagione 2005-2006). Dal 2007 al 2010 gioca nell'Espinho, poi si trasferisce all'Avanca, squadra della quarta serie portoghese.

### Nazionale
Nel maggio 2006 è stato convocato dal CT angolano Luís de Oliveira Gonçalves per i Mondiali di calcio in Germania. Nelle tre partite disputate dall'Angola (qualificatasi a spese della Nigeria) Abreu non è mai sceso in campo.